# Chester A. Dahlen

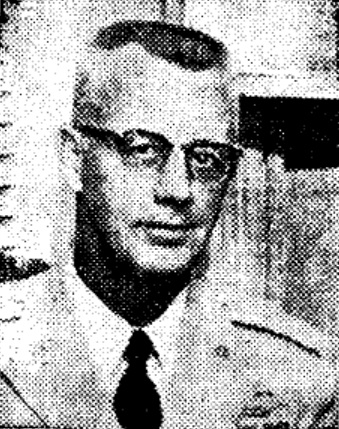
Chester A. Dahlen

Chester Arthur Dahlen (* 4. September 1910 in Thief River Falls, Pennington County, Minnesota; † 4. Januar 2006 in San Antonio, Bexar County, Texas) war ein Generalmajor der United States Army. Er war unter anderem Kommandeur der 7. Infanteriedivision.
Chester Dahlen war ein Sohn von Henry Samuel Dahlen (1874–1933) und dessen Frau Malinda Lydia Elfsater (1879–1976). In den Jahren 1929 bis 1933 durchlief er die United States Military Academy in West Point. Nach seiner Graduation wurde er als Leutnant der Infanterie zugeteilt. In der Armee durchlief er anschließend alle Offiziersränge vom Leutnant bis zum Zwei-Sterne-General.
In seinen jüngeren Jahren absolvierte er den für Offiziere in den niederen Rangstufen üblichen Dienst in verschiedenen Einheiten und Standorten. Er wurde zunächst dem 3. Infanterieregiment zugewiesen. Zwischenzeitlich war er auch als Dozent an militärischen Einrichtungen tätig. Im Jahr 1941 kommandierte er zum Zeitpunkt des japanischen Angriffs auf Pearl Harbor eine Infanteriedivision auf Hawaii. Damit war er sofort in die Kriegshandlungen des nun auch für die Vereinigten Staaten beginnenden Zweiten Weltkriegs eingebunden.
Im weiteren Verlauf des Krieges war er auf dem pazifischen Kriegsschauplatz eingesetzt, wo er ein Regiment der 24. Infanteriedivision kommandierte. Er war bis zu einer Verwundung im Jahr 1945 an vielen Kampfhandlungen seiner Division beteiligt.
Nach zwischenzeitlich anderen Verwendungen war Chester Dahlen im Koreakrieg erneut als Regimentskommandeur eingesetzt. Sein Regiment unterstand der 23. Infanteriedivision. In den Jahren 1953 und 1954 gehörte Dahen einer südkoreanischen Beratergruppe an (Korean Military Advisor Group). Nach zwischenzeitlich weiteren Verwendungen erhielt er im Januar 1963 das Kommando über die 7. Infanteriedivision. Diese war in Südkorea stationiert und kontrollierte die Demilitarisierte Zone. Dieses Kommando bekleidete er bis zum August 1963.
Nach einer weiteren Verwendung als Stabsoffizier wurde er im Jahr 1966 stellvertretender Kommandeur der in Fort Sam Houston stationierten 4. Armee. Dieses Amt hatte er bis zum Eintritt in den Ruhestand im Jahr 1969 inne.
Chester Dahlen verbrachte seinen Lebensabend in San Antonio in Texas, wo er mit seiner Frau Ursula Erickson (1917–2006) Golf spielte. Das Paar unternahm auch einige Weltreisen. Er starb am 4. Januar 2006 und wurde auf dem Friedhof der Militärakademie in West Point beigesetzt.

## Orden und Auszeichnungen
Chester Dahlen erhielt im Lauf seiner militärischen Laufbahn unter anderem folgende Auszeichnungen:
- Army Distinguished Service Medal
- Silver Star
- Legion of Merit
- Bronze Star Medal
- Purple Heart
- Orden der Ehrenlegion (Frankreich)
- Kriegskreuz (Frankreich)